# Prainha (Pará)
Prainha est une municipalité brésilienne située dans l'État du Pará.